# Шубіна
Шубіна (пол. Szubina) — село в Польщі, у гміні Кросневиці Кутновського повіту Лодзинського воєводства.
Населення — 161 особа (2011).
У 1975-1998 роках село належало до Плоцького воєводства.

## Демографія
Демографічна структура станом на 31 березня 2011 року:
|          | Загалом | Допрацездатний вік | Працездатний вік | Постпрацездатний вік |
| -------- | ------- | ------------------ | ---------------- | -------------------- |
| Чоловіки | 73      | 10                 | 51               | 12                   |
| Жінки    | 88      | 17                 | 49               | 22                   |
| Разом    | 161     | 27                 | 100              | 34                   |